# Jean Delannoy
Jean Delannoy (12. januar 1908 – 18. juni 2008) var en fransk filminstruktør og skuespiller.
Han var født i Paris i en familie, der var efterkommere af hugenotterne fra Haute-Normandie. Som ung begyndte han at spille med i stumfilm. Siden kom han til Paramount Studios, hvor han arbejde sig op til at blive filminstruktør.
I 1946 modtog han De Gyldne Palmer for sin film La symphonie pastorale (da. Gertrude). Af andre kendte film kan nævnes Notre Dame de Paris (da. Klokkeren fra Notre Dame) fra 1957 og Le Soleil des Voyous (da. Gadedrengenes Sol) fra 1967.
I 1986 blev han hædret med en æres-César du cinéma (den franske ækvivalent til Bodilprisen).

## Udvalgte film
- Paris-Deauville (1934)
- La Vénus de l'or (1937)
- Macao, l'enfer du jeu (1942)
- L'Eternel Retour (1943)
- La Part de l'ombre (1945)
- La symphonie pastorale (1946)
- Les jeux sont faits (1947)
- Aux yeux du souvenir (1948)
- Le Secret de Mayerling (1949)
- Dieu a besoin des hommes (1950)
- La Minute de vérité (1952)
- Marie-Antoinette reine de France (1956)
- Notre Dame de Paris (1957)
- Maigret tend un piège (1958)
- Venere Imperiale (1963)
- Les amitiés particulières (1964)
- Le Lit a Deux Places (1965)
- Le Majordome (1965)
- Le Lit à deux places (1966)
- Les Sultans (1966)
- Le Soleil des Voyous (1967)
- La Peau de torpedo (1970)
- Pas folle la guêpe (1972)
- Bernadette (1988)
- La Passion de Bernadette (1989)
- Marie De Nazareth (1995)